# O Martelo de Vulcano
Ilha Rá-Tim-Bum - O Martelo de Vulcano é um longa-metragem infanto-juvenil baseado na série de televisão Ilha Rá-Tim-Bum. Foi lançado em 10 de outubro de 2003 sob a direção de Eliana Fonseca. O filme não é uma continuação do seriado, sendo descrita como uma das histórias acontecidas no decorrer da história original

## Sinopse
Cinco jovens sobrevivem a um naufrágio e são levados a uma ilha desconhecida, Na ilha vivem diversas criaturas  e sobreviventes de grandes mistérios da humanidade e  de mistérios ancestrais. Lá, os amigos Gigante, Micróbio, Rouxinol, Majestade e Raio terão de enfrentar o vilão Nefasto (uma bactéria com tamanho de um ser humano adulto criada num acidente científico), que, ajudado por seus assistentes Zabumba (um zangão-homem) e Polca (uma libélula-mulher), fará de tudo para tomar posse do objeto mágico que o tornará praticamente invencível: o Martelo de Vulcano.
Nefasto descobre que se ele encontrar o martelo será o ser mais poderoso do universo, por isso, as crianças precisam encontrar o martelo antes dele, decifrando enigmas. A única a saber o paradeiro do objeto mágico, a feiticeira Hipácia (uma feiticeira egípcia de mais de dois mil anos de idade que serve de guru e protetora dos garotos), recebe uma bola de energia e perde a memória, o que obriga as crianças a assumir a missão. Além de capacidades especiais, os jovens contam com a ajuda de Solek, o lagarto, e Nhã-nhã-nhã, a aranha-mulher.

## Elenco
- Paulo Nigro – Gigante (Gilberto Soares)
- Greta Antoine – Rouxinol (Rosana Pereira da Silva)
- Thuanny Costa – Majestade (Maíra Rocha)
- Rafael Formenton – Micróbio (Milton Pereira da Silva)
- Abayomi de Oliveira – Raio (Ramiro Serrano)
- Graziella Moretto – Hipácia
- Ernani Moraes – Nefasto / Arielibã
- Ângela Dip – Nhã Nhã Nhã
- Henrique Stroeter – Solek
- Luciano Gatti – Zabumba
- Bárbara Paz – Polca

## Produção
Liliana Castro, que originalmente interpretou Polca no seriado, não retornou para o filme, uma vez que estava gravando a novela Sabor da Paixão, na Rede Globo, e a emissora não liberou-a para o trabalho. Em seu lugar foi escalada Bárbara Paz para o personagem, que já havia feito os testes para o seriado sem passar. Além de Liliana, Luiz de Abreu, que interpretou Solek no seriado, não retornou para o filme por motivos desconhecidos. Em seu lugar, foi escalado o ator Henrique Stroeter, que interpretava o Coiso na série. 
O filme foi o primeiro no Brasil à utilizar modelagem e efeitos em 3D, além de ser um dos pioneiros em alta definição no cinema brasileiro.

## Cronologia
O filme não é uma continuação do seriado, sendo descrita como uma das histórias acontecidas no decorrer da história original. O filme se passa em algum momento entre os episódios 27 ("Sorria, você está sendo filmado!") e 34 ("Salve a Rainha") da série, já que no filme as crianças sabem da existência das câmeras vigilantes de Nefasto (passaram a saber no episódio 27), e também pois é no episódio 34 que Majestade assume o posto de rainha da ilha e passa a viver na torre de Nefasto, o que ainda não havia acontecido no filme. Entretanto, o filme possui um paradoxo, no filme, Raio sabe sobre a história de Arielibã e a origem de Nefasto, e também sabe o que é e para que serve o Moftaá Shabaáb, coisa que ele e as outras crianças só descobriram nos últimos episódios da série.